# Czesław Dobrzański
Czesław Zenon Dobrzański (ur. 28 stycznia 1894 w Przemyślu, zm. 20 kwietnia 1924 w Toruniu) – kapitan artylerii Wojska Polskiego. 

## Życiorys
Urodził się 28 stycznia 1894 w Przemyślu, w rodzinie Jana. Był młodszym bratem Kazimierza (ur. 1891), również kapitana artylerii, który figuruje na tzw. Ukraińskiej Liście Katyńskiej.
W czasie I wojny światowej walczył w szeregach cesarskiej i królewskiej Armii. Jego oddziałem macierzystym był Pułk Artylerii Fortecznej Nr 3. Na stopień podporucznika rezerwy został mianowany ze starszeństwem z 1 stycznia 1916 w korpusie oficerów artylerii polowej i górskiej.
25 maja 1919 został przeniesiony z 11 Pułku Artylerii Polowej do Departamentu Mobilizacyjno-Organizacyjnego Ministerstwa Spraw Wojskowych. 1 czerwca 1921, w stopniu kapitana, pełnił służbę w Dowództwie Okręgu Generalnego Pomorze, a jego oddziałem macierzystym był 16 Pułk Artylerii Polowej. Później służył w Szefostwie Artylerii i Służby Uzbrojenia Dowództwa Okręgu Korpusu Nr VIII w Toruniu, pozostając oficerem nadetatowym 16 pap w Grudziądzu. 3 maja 1922 został zweryfikowany w stopniu kapitana ze starszeństwem z 1 czerwca 1919 i 274. lokatą w korpusie oficerów artylerii. Zmarł 20 kwietnia 1924 w Toruniu.

## Ordery i odznaczenia
- Krzyż Walecznych[12]

W czasie służby w c. i k. Armii otrzymał:
- Krzyż Zasługi Wojskowej 3 klasy z dekoracją wojenną i mieczami,
- Srebrny Medal Zasługi Wojskowej z mieczami na wstążce Krzyża Zasługi Wojskowej,
- Brązowy Medal Zasługi Wojskowej z mieczami na wstążce Krzyża Zasługi Wojskowej,
- Srebrny Medal Waleczności 2 klasy,
- Krzyż Wojskowy Karola[7].